# إكيليل أطلسي
إكيليل أطلسي (الاسم العلمي:Coronilla atlantica) هي نوع من النباتات يتبع جنس الإكيليل من الفصيلة البقولية.